# Le Sens de la fête
Pour plus de détails, voir Fiche technique et Distribution.
Le Sens de la fête est un film français écrit et réalisé par Éric Toledano et Olivier Nakache, sorti en 2017.
Le film suit Max, un organisateur de mariage expérimenté, qui est chargé du mariage de Pierre et d'Héléna dans un château. Il est entouré de serveurs, de cuisiniers, d'un photographe, d'un orchestre, équipe dont il doit rattraper les erreurs, tout en répondant aux demandes de chacun, alors qu'il craint une inspection fiscale.

## Synopsis
Max (Jean-Pierre Bacri) est un organisateur de mariage qui, bien qu'envisageant de se retirer, est chargé de la fête de mariage de Pierre (Benjamin Lavernhe) et d'Héléna (Judith Chemla).
Son permis de conduire suspendu, Max conduit son beau-frère Julien (Vincent Macaigne) en voiture sans-permis au château où a lieu la fête. Ce dernier, un ancien professeur souffrant de dépression est occasionnellement serveur pour Max. Sur place, Max retrouve son adjointe Adèle (Eye Haïdara) en pleine dispute avec James (Gilles Lellouche), le chanteur-animateur de la soirée. Max recadre Adèle pour son mauvais caractère.
Max règle tant bien que mal les derniers détails de la fête. Il se trouve face à la froideur de Josiane (Suzanne Clément), sa maîtresse qui lui reproche de ne pas mettre fin à sa relation avec sa femme Nicole. Josiane le menace de ne pas poursuivre leur relation et se met à draguer ostensiblement Patrice (Kévin Azaïs), un serveur, devant lui. Pendant ce temps, Adèle s'arrange pour faire engager comme serveur un de ses amis, Samy (Alban Ivanov), tandis que Guy (Jean-Paul Rouve), le photographe, peu apprécié du personnel, arrive sur les lieux accompagné de Bastien (Gabriel Naccache), un stagiaire. Lorsque Pierre se présente, Max fait face tant bien que mal à ses critiques. De son côté, en dressant les tables, Julien réalise qu'Héléna est une ancienne collègue qui ne le laisse pas insensible, et se fait passer auprès d'elle pour un parent éloigné de son époux, pour justifier sa présence à ce mariage.
Les membres du personnel s'opposent à porter les costumes de laquais prévus par Pierre, mais Max les menace de renvoi et ils obéissent. La fête débute sans heurts. Fâché par l'inconséquence de son beau-frère qui continue son double jeu, Max lui demande de partir. Survient un grave problème : la quasi-totalité du groupe de James, qui a consommé les mêmes plats que ceux destinés aux invités, souffre d'une intoxication, car le camion réfrigérateur de la viande a été involontairement débranché par Samy. Max fait servir des feuilletés aux anchois et de l'eau gazeuse pour caler les estomacs des convives, une astuce que s'échangent les organisateurs de mariage pour gagner du temps en cas de grave problème. Max s'assure qu'Adèle et James seront capables de coopérer, assiste, assez incrédule, à l'émergence de sentiments entre eux, puis se rend chez son confrère Hubert (Sam Karmann) pour qu'il le dépanne en feuilletés aux anchois et en viande. Il fait le trajet en compagnie de Roshan (Manmathan Basky), un plongeur, et de Julien, revenu vu les circonstances. En voiture, Max et Julien discutent du mariage du premier, qui a viré au fiasco. Pendant ce temps, l'équipe de Max gagne du temps sur le repas grâce au discours interminable du marié.
Une nouvelle déconvenue attend Max : un individu étrange (Grégoire Bonnet), rôde autour de la fête ; le personnel, dont une bonne partie travaille au noir, suspecte ce dernier d'être un inspecteur de l'URSSAF. Max en perd brièvement connaissance ; ayant repris ses esprits, il ordonne à ses travailleurs non déclarés (dont Julien, Patrice et Roshan) de se mêler aux invités. Pendant ce temps, Guy, peu préoccupé par son activité de photographe, joue les pique-assiette et utilise une application de rencontres conseillée par Bastien afin de trouver une femme à séduire.
La fête bat son plein mais Max reste très nerveux. Alors que James passe la chanson Tournez les serviettes de Patrick Sébastien (que Pierre avait interdite) et que Josiane embrasse Patrice sous ses yeux, Max va vers le supposé inspecteur de l'URSSAF. Celui-ci est en réalité un repreneur possible de l'affaire de Max, qui est rassuré. Un quiproquo dû au correcteur d'orthographe des textos échangés entre les deux hommes et au prénom ambigu du repreneur installe une gêne qui se dissipe. Le repreneur laisse le document de proposition d'achat et ils se séparent en convenant de se revoir la semaine suivante.
Pierre présente son spectacle surprise qu'il dédie à la mariée. Il joue le rôle d'un ange planant au-dessus des invités. Il est accroché à un ballon d'hélium attaché par des cordes tenues par Julien et Adèle. Julien, jaloux de Pierre, tente de saboter le spectacle. James intervient pour aider Adèle à maintenir le ballon en l'air ; mais lorsque leurs regards se croisent, ils lâchent tous les deux la corde pour échanger un baiser fougueux, tandis que Pierre s'envole au loin. Samy, responsable du feu d'artifice, se méprend sur la situation et déclenche les fusées, ce qui provoque une panne de courant générale. Découragé, Max réprimande vertement ses employés et les quitte pour qu'ils règlent la situation tout seuls.
Une fois seul, Max parvient enfin à avoir sa femme Nicole au téléphone : elle lui avoue avoir une liaison, ce qui confirme que leur mariage est un échec. Guy le rejoint, lui remonte quelque peu le moral et le convainc de retourner au château. Là, Max découvre une tout autre ambiance : Pierre est de retour de son vol, les invités sont à l'intérieur, fascinés par un concert oriental éclairé aux chandelles qu'ont improvisé les plongeurs tamouls, accompagnés peu à peu par le reste du personnel. Héléna finira par décrire ce moment comme féerique, qui fera du mariage une réussite totale.
Au petit matin, les mariés et les invités repartis, les lieux nettoyés et rangés, le personnel s'apprête à quitter les lieux. Pour Max, la séparation d'avec Nicole étant désormais actée, la relation avec Josiane peut être vécue au grand jour. Max a compris que son équipe est restée soudée et efficace en son absence ; il donne une promotion à Adèle, jette la proposition d'achat de l'affaire, et donne rendez-vous au personnel pour un autre événement le mardi suivant.
Les membres du personnel montent dans leurs voitures pour rentrer chez eux, sauf Julien qui a été oublié, ainsi que Samy, oublié lui aussi, qui rentreront ensemble à pied.

## Fiche technique
Sauf indication contraire, les informations mentionnées dans cette section peuvent être confirmées par la base de données cinématographiques IMDb,  présente dans la section « Liens externes ».
- Titre : Le Sens de la fête
- Titre international : C'est la vie !
- Réalisation et scénario : Éric Toledano et Olivier Nakache
- Assistant à la réalisation : Arnaud Esterez
- Directeur de production : Laurent Sivot
- Régisseur général : Vincent Piant
- Scripte : Christelle Meaux
- Photographie : David Chizallet
- Musique : Avishai Cohen
- Supervision musicale : Elise Luguern
- Ingénieur du son : Pascal Armant
- Montage : Dorian Rigal-Ansous
- Costumes : Isabelle Pannetier
- Décors : Nicolas de Boiscuillé
- Maquillages : Pascal Thiollier
- Coiffures : Romain Marietti
- Casting : Élodie Demey et Marie-France Michel
- Production : Nicolas Duval Adassovsky, Yann Zenou et Laurent Zeitoun
- Budget : 14 850 000 euros[1]
- Sociétés de production : Quad Films, Ten Films
  - Coproduction : Gaumont, TF1 Films Production
  - SOFICA : A+ Images 7, Cinémage 11, Indéfilms 5, Sofitvciné 4
- Sociétés de distribution : Gaumont ( France) et Ascot Elite ( Suisse)
- Pays d'origine :  France
- Genre : comédie dramatique
- Durée : 117 minutes
- Date de sortie :
  -  France : 4 octobre 2017

## Distribution
- Jean-Pierre Bacri : Max, organisateur du mariage
- Jean-Paul Rouve : Guy, photographe
- Gilles Lellouche : Étienne « James », chanteur-animateur
- Vincent Macaigne : Julien, beau-frère de Max, engagé comme serveur
- Eye Haïdara : Adèle, adjointe de Max
- Suzanne Clément : Josiane, une organisatrice et maîtresse de Max
- Alban Ivanov : Samy, ami d'Adèle, engagé comme serveur
- Hélène Vincent : Geneviève, mère du marié
- Benjamin Lavernhe : Pierre, le marié
- Judith Chemla : Héléna, la mariée
- Michel Winogradoff : l'invité cravate
- William Lebghil : Seb, un serveur
- Kévin Azaïs : Patrice, un serveur
- Antoine Chappey : Henri, le serveur délégué pour parler à Max
- Manmathan Basky : Roshan, le plongeur tamoul des « prétextes »
- Khereddine Ennasri : Nabil, le commis de cuisine
- Gabriel Naccache : Bastien, le stagiaire de Guy
- Nicky Marbot : Bernard, le chef cuisinier (de la brigade)
- Manickam Sritharan : Kathir, un plongeur tamoul
- Jackee Toto : Nico, un serveur
- Grégoire Bonnet : Valéry Laprade
- Pauline Clément : la future mariée, au début du film
- Sébastien Pouderoux : le futur marié, au début du film
- Sam Karmann : Hubert, l'ami de Max qui sauve le repas
- Delphine Théodore : la chorégraphe du show hélium

## Production

### Genèse et développement
Le film a eu pour titres provisoires Le grand saut et Les temps difficiles,. Ce dernier titre est réutilisé et modifié par les réalisateurs pour le film Une année difficile en 2023.

### Attribution des rôles
- Le désir d'offrir un rôle principal à Jean-Pierre Bacri est un des éléments qui ont motivé les deux réalisateurs pour se lancer dans ce film[3].
- Le choix des seconds et troisièmes rôles est guidé par la proximité du bassin parisien[4].

### Tournage

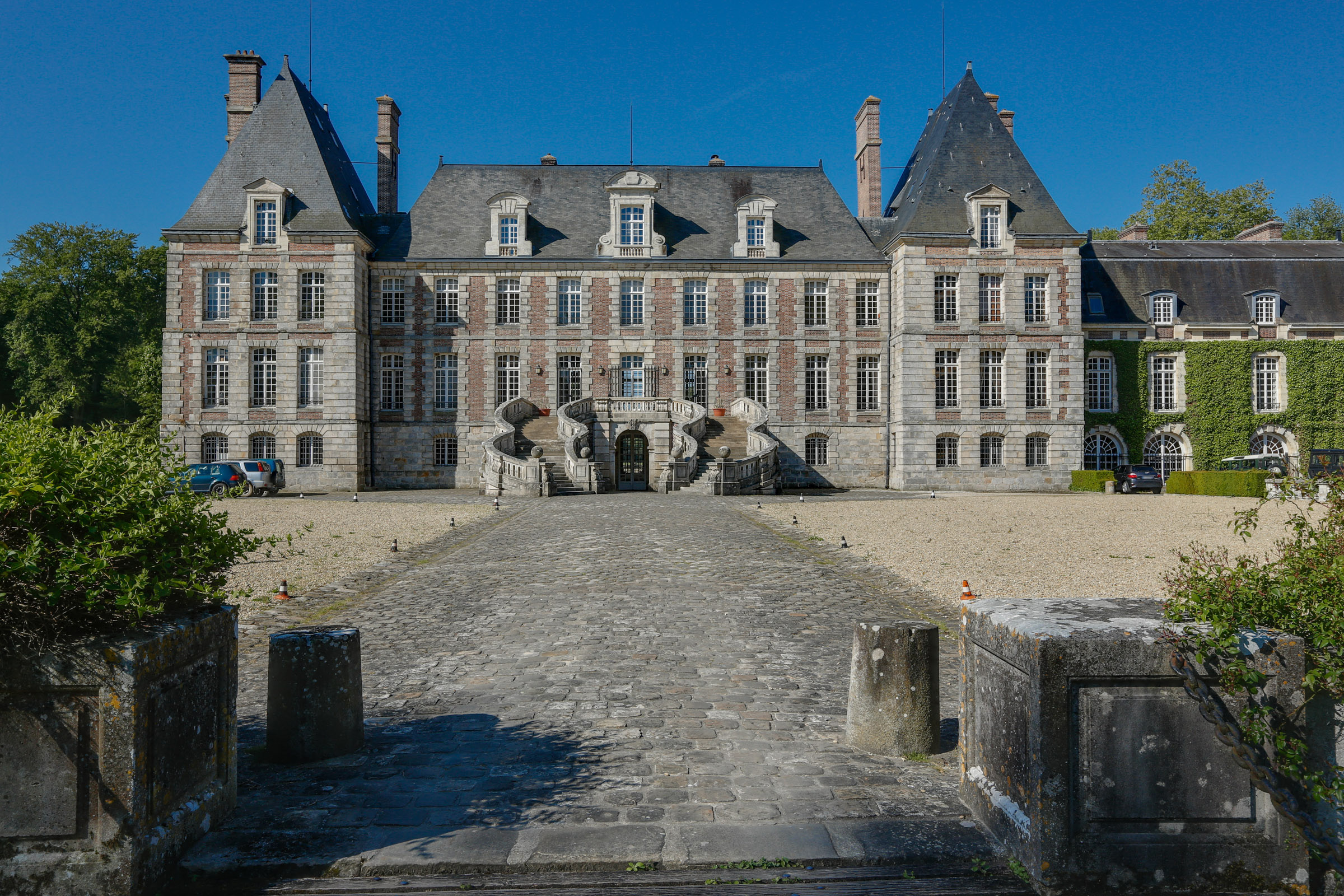
Le château de Courances.

Sauf indication contraire ou complémentaire, les informations mentionnées dans cette section proviennent du générique de fin de l'œuvre audiovisuelle présentée ici.Le tournage s'est déroulé en Île-de-France durant neuf semaines autour de juillet 2016. Une partie s'est déroulée à Paris et dans le château de Courances en Essonne (XVIIe siècle). Quelques scènes sont tournées aux alentours de Fontainebleau.

### Musique

#### Musiques préexistantes
Sauf indication contraire ou complémentaire, les informations mentionnées dans cette section proviennent du générique de fin de l'œuvre audiovisuelle présentée ici.
- Can't Take My Eyes Off You - Boys Town Gang : musique additionnelle
- Meaning - Cascadeur : Scène du ballon avec Benjamin Lavernhe
- Get Down Saturday Night - Oliver Cheatham
- Cotton-Eyed Joe - Rednex : scène du mariage avec les costumes de cow-boy
- In the Stone - Earth, Wind and Fire
- Young Hearts Run Free (en) - Candi Staton
- Ça... c'est de la bagnole - Georgius
- Fala Malandro - Marcus Lima & Marcio Proença (pt)
- Chega de Saudade - Wanda Sá & Roberto Menescal
- Se bastasse una canzone (it) - Eros Ramazzotti
- The Girl from Ipanema - Antônio Carlos Jobim, Vinícius de Moraes & Norman Gimbel
- Lovely Day - Skip Scarborough (en) & Bill Withers

#### Bande originale
La bande originale est signée Avishai Cohen, et contient des morceaux extraits de sa discographie (notamment de l'album Gently Disturbed) réarrangés afin de coller au montage et à la mise en scène.
Le film est divisé en plusieurs chapitres définis par le temps qui passe tout au long de la journée du mariage. Ces repères temporels sont illustrés par de très courtes séquences où jouent exclusivement des percussions, ainsi que par des intertitres indiquant l'heure[source secondaire nécessaire].
| 1.    | Seven Seas                 | 2:42 |
| 2.    | Nu Nu                      | 3:59 |
| 3.    | Ascension                  | 5:20 |
| 4.    | Gently Disturbed           | 1:53 |
| 5.    | No Words                   | 2:08 |
| 6.    | Wedding Song               | 3:24 |
| 7.    | Remembering                | 5:14 |
| 8.    | In the Stone               | 4:50 |
| 9.    | Young Hearts Run Free      | 4:09 |
| 10.   | Get Down Saturday Night    | 3:55 |
| 11.   | Can't Take My Eyes Off You | 3:42 |
| 12.   | Meaning (Choral Version)   | 2:52 |
| 13.   | Clock 1                    | 0:17 |
| 14.   | Clock 2                    | 0:44 |
| 15.   | Clock 3                    | 0:21 |
| 16.   | Clock 4                    | 1:05 |
| 17.   | Clock 5                    | 0:23 |
| 18.   | Clock 6                    | 0:15 |
| 47:13 |                            |      |

## Accueil

### Critiques
En France, l'accueil critique est bon : le site Allociné recense une moyenne des critiques presse à 3,7/5.

### Box-office
| Pays ou région | Box-office        | Date d'arrêt du box-office | Nombre de semaines |
| -------------- | ----------------- | -------------------------- | ------------------ |
| France         | 3 020 694 entrées | 10 avril 2018              | 28                 |
| Hors France    | 2 180 000 entrées | janvier 2019               | 52                 |

## Nominations
- César 2018 :
  - Meilleur film
  - Meilleur réalisateur pour Éric Toledano et Olivier Nakache
  - Meilleur acteur pour Jean-Pierre Bacri
  - Meilleur acteur dans un second rôle pour Gilles Lellouche
  - Meilleur acteur dans un second rôle pour Vincent Macaigne
  - Meilleur espoir féminin pour Eye Haïdara
  - Meilleur espoir masculin pour Benjamin Lavernhe
  - Meilleur scénario original pour Éric Toledano et Olivier Nakache
  - Meilleur son pour Pascal Armant, Sélim Azzazi, Jean-Paul Hurier
  - Meilleur montage pour Dorian Rigal-Ansous
- Globe de cristal 2018 :
  - Meilleur film
  - Meilleur acteur pour Jean-Pierre Bacri
- Prix Lumières 2018 :
  - Meilleur film
  - Meilleur acteur pour Jean-Pierre Bacri
  - Meilleur espoir féminin pour Eye Haïdara
  - Meilleur scénario
- Festival international du film de Saint-Sébastien 2017 :
  - Sélection officielle